# Sigurd Wallén

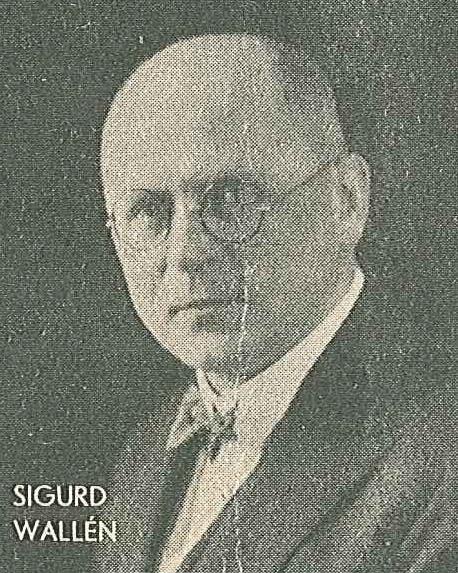
Sigurd Wallén en Brokiga Blad (1931)

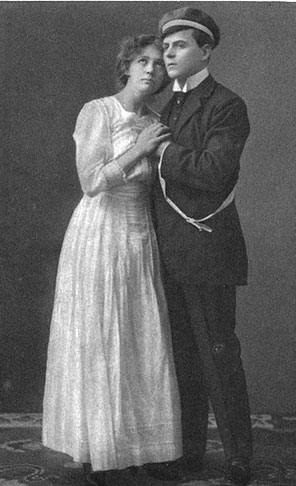
Greta Pfeil y Sigurd Wallén en Gamla Heidelberg, de Wilhelm Meyer-Förster

Sigurd Wallén (1 de septiembre de 1884 - 20 de marzo de 1947) fue un actor y director teatral y cinematográfico y cantante de nacionalidad sueca. 

## Biografía
Nacido en Tierp, Suecia, sus padres querían que él fuera sacerdote. Su padre, tenía arrendado un molino en Danvikstull, Estocolmo. Wallén debutó en el escenario en 1905. Había estudiado en la escuela teatral de Elin Svenssons, y formó parte del Teatro Dramaten. Más adelante trabajó para Albert Ranft en el Södra teatern, formando parte después de la compañía teatral de Carl Deurell, trabajando a menudo en el género burlesco y en revistas.
Fue muy activo en los años 1930 como cantante, actor y director, actuando en 37 películas, dirigiendo 18 y esribiendo el guion de cinco. También creó algunas comedias, como Pojkarna på Storholmen (1914), la cual se adaptó a la pantalla en 1932. 
Como cantante hizo más de cuarenta grabaciones, la primera de ellas en 1919. 
Sigurd Wallén falleció en Estocolmo, Suecia, en 1947. Fue enterrado en el Cementerio Skogskyrkogården de esa ciudad. Había estado casado con la actriz Edith Wallén, con la que tuvo un hijo, el director Lennart Wallén.

## Teatro

### Actor (selección)
- 1909 : Schöllers pensionat, Folkan[2]
- 1910 : Skeppargatan 40, de Algot Sandberg, Folkan[3]
- 1910 : En sommarnattsdans, eller Balettens triumf på Söder, de Algot Sandberg, escenografía de Algot Sandberg y Wilhelm Berndtson, Mosebacketeatern[4]
- 1910 : Småstadsfolk, de Algot Sandberg, Folkan[5]
- 1910 : Lidingökungen, de Harald Leipziger, Folkan[6]
- 1910 : Himlen på jorden, de Julius Horst, Folkan[7]
- 1910 : Hemgiftsjägare, de Alexander Engel y Julius Horst, Folkan[8]
- 1910 : Yon Yonson, de Algot Sandberg, Folkan[9]
- 1911 : Här ska valsas, de Oscar Hemberg y Otto Hellkvist, Folkan[10]
- 1911 : Krigarliv, de Emil Norlander, escenografía de Justus Hagman, Kristallsalongen[11]
- 1911 : Gammelmors pojkar, de K.G. Ossiannilsson, Folkan[12]
- 1911 : Papageno, de Rudolf Kneissl, Folkan[13]
- 1911 : Ljusets riddarvakt, de Ture Nerman, Folkan[14]
- 1911 : 33.333, de Algot Sandberg, Folkan[15]
- 1912 : Ostindiska kompaniet eller Vad ni vill?, de Oscar Hemberg y Otto Hellkvist, Folkan[16]
- 1914 : Herr Dardanell och hans upptåg på landet, de August Blanche, Folkan[17]
- 1914 : Pojkarna på Storholmen, de Sigurd Wallén, Folkan[18]
- 1915 : Fröken Tralala, de Jean Gilbert, Georg Okonkowski y Leo Leipziger, Folkan[19]
- 1915 : Silverasken, de John Galsworthy, Folkan[20]
- 1915 : Kring kvinnan, Folkan[21]
- 1915 : Kvarnen vid storgården, de Paul Hallström, Folkan[22]
- 1915 : Lika barn leka bäst, de Sigurd Wallén, Folkan[23]
- 1915 : Tattar-Ingrid, de Algot Sandberg, escenografía de Algot Sandberg, Folkan[24]
- 1915 : I mobiliseringstider, de Gustav von Moser, Folkan[25]
- 1915 : Skyldig eller oskyldig, de Julius Magnussen, Folkan[26]
- 1916 : Här jobbas, de Otto Hellkvist, Folkan[27]
- 1921 : Vart ska vi annars gå, de Karl Gerhard, Folkan[28]
- 1923 : Ebberöds bank, de Axel Breidahl y Axel Frische, escenografía de Sigurd Wallén, Södra Teatern[29]
- 1926 : Mussolini, de Jens Locher, escenografía de Sigurd Wallén, Folkan[30]
- 1927 : Skräddar Wibbel, de Hans Müller-Schlösser, escenografía de Sigurd Wallén, Folkan[31][32]
- 1927 : Revyprimadonnan, de Svasse Bergquist, escenografía de Sigurd Wallén, Folkan[33]
- 1927 : Adjö, Mimi, de Ralph Benatzky, Alexander Engel y Julius Horst, escenografía de Oskar Textorius, Vasateatern[34]
- 1928 : Inte på mun, de Maurice Yvain y André Barde, escenografía de Oskar Textorius, Vasateatern[35][36]
- 1928 : Miss America, de Walter Bromme, Georg Okonkowsky y Willy Steinberg, escenografía de Sigurd Wallén, Vasateatern[37]
- 1928 : Hennes excellens, de Michael Krausz, Ernst Welisch y Rudolf Schanzer, escenografía de Oskar Textorius, Vasateatern[38][39]
- 1928 : Fars lille påg, de Franz Arnold y Ernst Bach, escenografía de Sigurd Wallén, Södra Teatern[40]
- 1928 : Spindeln, de Fulton Oursler y Lowell Brentano, Södra Teatern[41]
- 1929 : Stockholm–Motala, de Karl-Ewert, Svasse Bergqvist y Kar de Mumma, Folkan[42]
- 1930 : Krasch, de Erik Lindorm, escenografía de Sigurd Wallén, Folkan[43]
- 1931 : 33.333, de Algot Sandberg, escenografía de Sigurd Wallén, Folkan[44]
- 1932 : Blockad, de Erik Lindorm, gira[45]
- 1932 : Röda dagen, de Erik Lindorm, gira[46]
- 1933 : Sverige är räddat, de Erik Lindorm, Folkan[47]
- 1935 : Flickan i frack, de Hjalmar Bergman, escenografía de Per Lindberg y Karl Kinch, Vasateatern[48]
- 1935 : Gatumusikanter, de Paul Schurek, escenografía de Sigurd Magnussøn, Blancheteatern[49][50]
- 1936 : Kloka gubben, de Paul Sarauw, escenografía de Sigurd Wallén, Södra Teatern[51][52]

### Director (selección)
- 1916 : Här jobbas, de Otton, Folkan
- 1916 : Broder Svensson, de Sigurd Wallén, Folkan
- 1917 : Heja, heja, heja, de Otto Hellqvist, Folkan
- 1917 : Turkiska Pettersson, de Stockholmare, Folkan
- 1923 : Anderssons sagor, de Karl Gerhard, Oscarsteatern
- 1923 : Ebberöds bank, de Axel Breidahl y Axel Frische, Södra Teatern
- 1926 : Mussolini, de Jens Locher, Folkan
- 1926 : 'Der kühne Schwimmer, de Franz Arnold y Ernst Bach, Folkan
- 1926 : Ebberöds bank, de Axel Breidahl y Axel Frische, Folkan
- 1927 : Drottningen av Pelagonien, de Henning Ohlsson, Folkan
- 1927 : Skräddar Wibbel, de Hans Müller-Schlösser, Folkan
- 1927 : Die vertagte Nacht, de Svasse Bergquist a partir de Franz Arnold y Ernst Bach, Folkan
- 1928 : Miss America, de Walter Bromme, Georg Okonkowsky y Willy Steinberg, Vasateatern
- 1928 : Hurra, ein Junge, de Franz Arnold y Ernst Bach, Södra Teatern
- 1928 : Knock out, de Oscar Rydqvist, Folkets hus teater[53]
- 1929 : Röda dagen, de Erik Lindorm, Folkan
- 1930 : Det glada Stockholm, de Karl-Ewert y Kar de Mumma, Folkan
- 1930 : Krasch, de Erik Lindorm, Folkan
- 1930 : Röda dagen, de Erik Lindorm, Folkan
- 1930 : Lilla pappa, de Armin Friedmann y Fritz Lunzer, Folkan
- 1931 : Sensation, de Erik Lindorm, Folkan
- 1931 : Konto X, de Rudolf Bernauer y Rudolf Österreicher, Folkan
- 1931 : No no, Nanette, de Vincent Youmans, Irving Caesar y Otto Harbach, Folkan
- 1931 : 33.333, de Algot Sandberg, Folkan
- 1931 : Blockad, de Erik Lindorm, Folkan
- 1931 : Ebberöds bank, de Axel Breidahl y Axel Frische, Folkan
- 1936 : Den kloge mand, de Paul Sarauw, Södra Teatern

### Escritor
- 1914 : Pojkarna på Storholmen, Folkan
- 1915 : Lika barn leka bäst, Folkan

## Teatro radiofónico
- 1940 : 33,333, de Algot Sandberg, dirección de Carl Barcklind[54]

## Filmografía

### Actor (selección)
- 1911 : Stockholmsfrestelser
- 1911 : Blott en dröm
- 1915 : Kal Napoleon Kalssons bondtur
- 1917 : Tösen från Stormyrtorpet
- 1917 : Alexander den Store
- 1918 : Berg-Ejvind och hans hustru
- 1919 : Hans nåds testamente
- 1919 : Ingmarssönerna
- 1920 : Thora van Deken
- 1923 : Friaren från landsvägen
- 1924 : Halta Lena och vindögda Per
- 1928 : Janssons frestelse
- 1930 : Fridas visor
- 1932 : Svarta rosor
- 1931 : Brokiga blad
- 1931 : Röda dagen
- 1931 : Skepparkärlek
- 1932 : Hans livs match
- 1932 : Lyckans gullgossar
- 1932 : Kärlek och kassabrist
- 1932 : Pojkarna på Storholmen
- 1932 : Vi som går köksvägen
- 1933 : Pettersson & Bendel
- 1933 : Giftasvuxna döttrar
- 1935 : Swedenhielms
- 1935 : Ebberöds bank
- 1935 : Kärlek efter noter
- 1935 : Munkbrogreven
- 1935 : Smålänningar
- 1936 : Alla tiders Karlsson
- 1936 : Bombi Bitt och jag
- 1936 : Janssons frestelse
- 1937 : Familjen Andersson
- 1937 : John Ericsson - segraren vid Hampton Roads
- 1937 : Konflikt
- 1937 : Vi går landsvägen
- 1937 : Katt över vägen
- 1938 : Du gamla du fria
- 1938 : En kvinnas ansikte
- 1938 : Sigge Nilsson och jag
- 1938 : Två år i varje klass
- 1938 : Med folket för fosterlandet
- 1939 : Kloka gubben
- 1939 : Adolf i eld och lågor
- 1939 : Sjöcharmörer
- 1939 : Mot nya tider
- 1940 : Karl för sin hatt
- 1940 : Beredskapspojkar
- 1940 : ... som en tjuv om natten
- 1940 : Kronans käcka gossar
- 1940 : Juninatten
- 1940 : Stora famnen
- 1940 : Ett brott
- 1941 : En fattig miljonär
- 1941 : Livet går vidare
- 1941 : Nygifta
- 1942 : Rospiggar
- 1942 : Det är min musik
- 1943 : Karusellen går
- 1943 : Kvinnor i fångenskap
- 1943 : Natt i hamn
- 1943 : Flickan är ett fynd
- 1943 : I mörkaste Småland
- 1944 : Släkten är bäst
- 1944 : Hemsöborna
- 1944 : Skeppar Jansson
- 1944 : Vår Herre luggar Johansson
- 1945 : Brott och straff
- 1945 : Änkeman Jarl
- 1946 : Saltstänk och krutgubbar
- 1946 : När ängarna blommar
- 1949 : Hur tokigt som helst
- 1951 : Livat på luckan
- 1952 : Adolf i toppform

### Director (selección)
- 1922 : Anderssonskans Kalle
- 1923 : Anderssonskans Kalle på nya upptåg
- 1923 : Friaren från landsvägen
- 1924 : Halta Lena och vindögda Per
- 1924 : Grevarna på Svansta
- 1924 : Dan, tant och lilla fröken Söderlund
- 1925 : Hennes lilla majestät
- 1926 : Farbror Frans
- 1926 : Dollarmillionen
- 1926 : Ebberöds bank
- 1927 : Drottningen av Pellagonien
- 1928 : Janssons frestelse
- 1929 : Ville Andesons äventyr
- 1932 : Pojkarna på Storholmen
- 1933 : Giftasvuxna döttrar
- 1934 : Anderssonskans Kalle
- 1935 : Munkbrogreven
- 1935 : Ebberöds bank
- 1936 : Rendezvous im Paradies
- 1936 : Skeppsbrutne Max
- 1937 : Vi går landsvägen
- 1937 : Adolf Armstarke
- 1937 : Familjen Andersson
- 1938 : Med folket för fosterlandet
- 1938 : Kloka gubben
- 1940 : Kronans käcka gossar
- 1940 : Beredskapspojkar
- 1941 : Nygifta
- 1943 : Karusellen går
- 1944 : Hemsöborna
- 1944 : Vår Herre luggar Johansson
- 1944 : Skeppar Jansson
- 1945 : Änkeman Jarl

### Guionista (selección)
- 1923 : Friaren från landsvägen
- 1928 : Janssons frestelse
- 1932 : Pojkarna på Storholmen
- 1932 : Lyckans gullgossar
- 1933 : Giftasvuxna döttrar
- 1934 : Anderssonskans Kalle
- 1935 : Ebberöds bank
- 1938 : Med folket för fosterlandet
- 1940 : Kronans käcka gossar
- 1944 : Hemsöborna
- 1944 : Skeppar Jansson
- 1945 : Änkeman Jarl